# Sint-Jozefkerk (Moorsel)

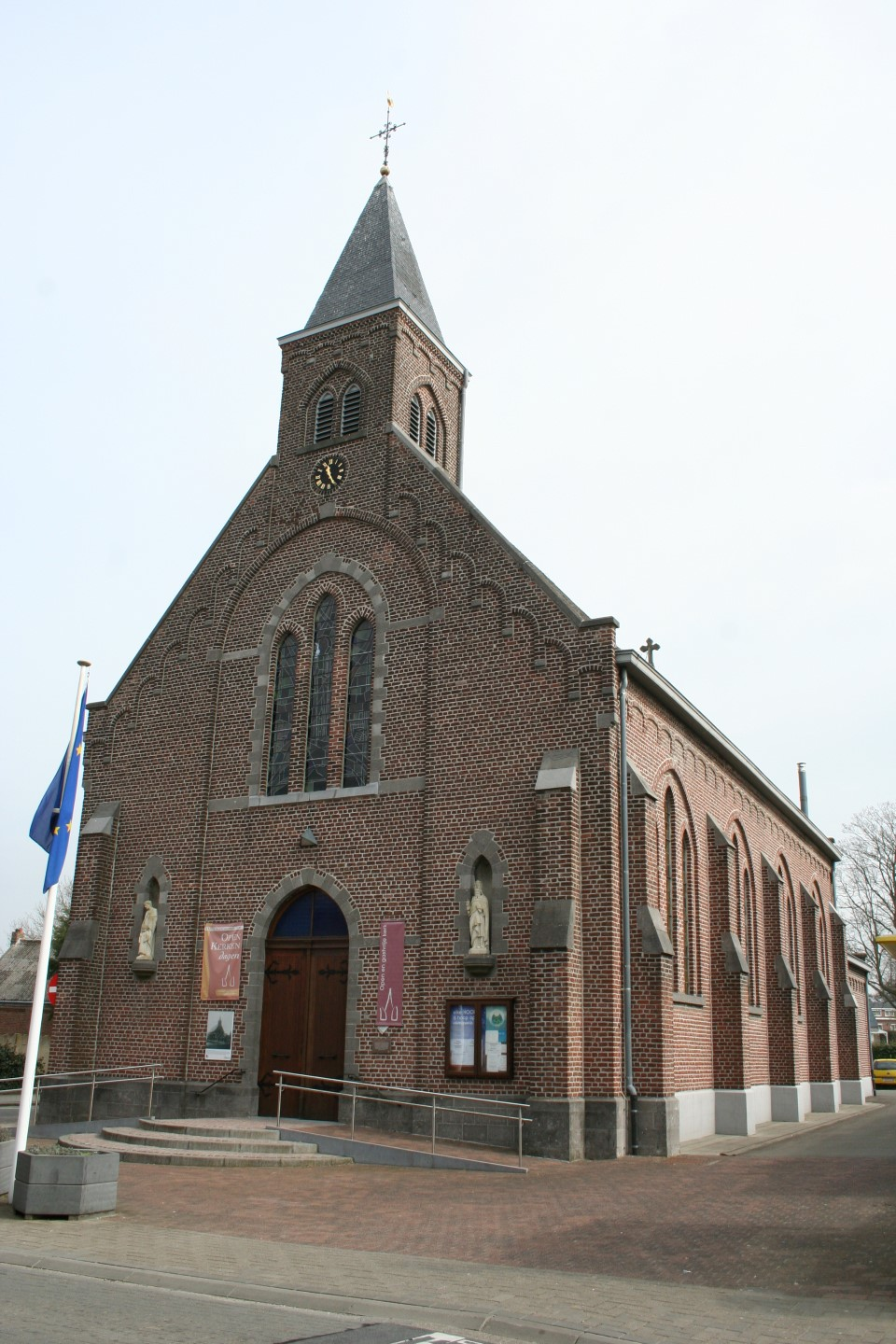
Sint-Jozefkerk

De Sint-Jozefkerk is de parochiekerk van de tot de Vlaams-Brabantse gemeente Tervuren behorende plaats Moorsel, gelegen aan de Moorselstraat 203.

## Geschiedenis
Tot aan de Franse tijd (eind 18e eeuw) viel Moorsel onder de parochie van Sterrebeek. Vervolgens kwam het bij Tervuren. Van 1905-1906 werd in Moorsel een eigen kerk gebouwd in neogotische stijl, naar ontwerp van Denise Debrouwer en werd het -in 1907- een kapelanie van Tervuren. In 1965 werd Moorsel een zelfstandige hulpparochie.

## Gebouw
Het betreft een eenbeukige bakstenen zaalkerk op rechthoekige plattegrond. De voorgevel wordt bekroond door een vierkant torentje. Naast Sint-Jozef wordt ook Sint-Cornelius hier vereerd, waarvan de beelden in nissen in de voorgevel zijn geplaatst.

## Interieur
Het orgel, van 1911, werd door de firma Stevens uit Duffel vervaardigd. Naast de kerk bevindt zich een Lourdesgrot.